# Pavlovo (Oblast' di Leningrado)
Pavlovo è una cittadina della Russia europea nordoccidentale, situata nella oblast' di Leningrado (rajon Kirovskij).